# Joaquín María Argamasilla de la Cerda y Elío
Joaquín María Argamasilla de la Cerda y Elío (Madrid, 4 d'abril de 1905-1985) va ser l'XI marquès de Santacara, però és més conegut per al·legar en la dècada dels 1920 una suposada capacitat per veure a través d'objectes opacs, per a això va fer una sèrie de demostracions que van convèncer a personatges il·lustres de l'època com Valle-Inclán, Ramón y Cajal o el metge Charles Robert Richet. Tanmateix, no va convèncer Houdini, qui el va desemmascarar com a farsant en 1924.

## Vida
Joaquín Argamasilla va ser encoratjat en la seva carrera parapsicològica pel seu pare, Joaquin José Javier Argamasilla de La Cerda y Bayona, X marquès de Santa Cara, qui estava convençut que el seu fill posseïa una habilitat anomenada metasomoscòpia, la capacitat de veure a través dels cossos opacs. Aviat comença a fer demostracions de la seva capacitat llegint fulls de paper ficats dins de capses hermètiques o endevinant l'hora de rellotges (prèviament manipulats) també col·locats en llocs tancats. Entre el públic d'aquests espectacles, hi havia Valle-Inclán, amic del pare d'Argamasilla i que va arribar a convèncer-se dels poders del jove.
La fama el va portar el 1924 a l'Hotel Pennsylvania de Nova York, on es va disposar a fer una demostració dels seus poders davant el públic nord-americà. Un dels assistents que no va quedar en absolut impressionat per Argamasilla va ser el mag Houdini, qui es va adonar d'alguns detalls que feien pensar que es tractava d'un truc de prestidigitació: per exemple que se situés sempre prop d'una finestra per tenir bona il·luminació; l'ús de tècniques per veure a través de l'embenatge o petites obertures a les capses (Argamasilla va ser incapaç de replicar el truc quan se li va demanar fer-ho amb capses que no fossin de la seva propietat)
Després d'aquest fet, quedà desacreditat i es retirà del món de l'espectacle. El 1947 es va casar amb Josefina Gonzalez de Careaga y Urigüen i el 1959 heretà el títol de marquès. De 1952 a 1955, fou director general de teatre.

## En la ficció
Una versió ficcionalitzada de la trobada d'Argamasilla i Houdini (en la qual els poders d'Argamasilla resulten ser autèntics) apareix en l'episodi 14 de la sèrie espanyola El ministerio del tiempo